# امبدرة امقصرة

تعديل مصدري - تعديل

امبدرة امقصره هي إحدى قرى عزلة سرار بمديرية سرار التابعة لمحافظة أبين، بلغ تعداد سكانها 32 نسمة حسب تعداد اليمن لعام 2004.